# Kościół Chrystusowy w Ostródzie
Kościół Chrystusowy w Ostródzie – zbór Kościoła Chrystusowego w RP działający w Ostródzie. Zbór powstał w roku 1958. 
Nabożeństwa odbywają się w kaplicy przy ul. I Dywizji Wojska Polskiego 5. Stanowisko pełniącego obowiązki pastora sprawuje Andrzej Zieliński.

## Historia
W 1922 licząca 800 wiernych Chrześcijańska Wspólnota Ewangeliczna (Christlische Gemeinschaft Bethanien) wybudowała w Ostródzie kaplicę, zlokalizowaną przy Ronnstrasse 5. Wspólnota zakończyła działalność wraz z ewakuacją większości jej członków do Niemiec przed końcem II wojny światowej. Na miejscu pozostali nieliczni wierni pochodzenia polskiego. Po wprowadzeniu nowej administracji nad tym terenem, kaplica została zamieniona na kasyno Ludowego Wojska Polskiego.
W 1952 do miasta przybył Kazimierz Chojnacki, który odszukał większość pozostałych członków dawnego zboru. Kaplica była w tym czasie siedzibą organizacji młodzieżowych, budynek zamieszkiwali także lokatorzy niezwiązani z kościołem. Wierni spotykali się na modlitwach w budynkach prywatnych, niekiedy uczestniczyli też w nabożeństwach zboru Kościoła Chrześcijan Baptystów. Często  odwiedzani byli również przez Teodora Maksymowicza. W związku z przyrostem liczby wiernych, od 1954 we wspólnocie powstała idea zorganizowania własnego miejsca spotkań. W związku ze zmianami politycznymi, w 1956 rozpoczęto starania o zwrot przedwojennego budynku zborowego. Wtedy sprawdzone zostały księgi wieczyste, a następnie Teodor Maksymowicz udał się do Urzędu do Spraw Wyznań w Warszawie, jako reprezentant Prezydium Zjednoczonego Kościoła Ewangelicznego w PRL w celu odzyskania prawa do użytkowania dawnej siedziby. Wobec pozytywnej decyzji, wiosną 1957 rozpoczęto prace remontowe kaplicy (początkowo lokale mieszkalne nadal pozostawały zajęte przez lokatorów). Przygotowano także pomieszczenia w celu urządzenia niewielkiego domu starców. 
Kaplica została otwarta 6 lipca 1958, odbyło się w niej wówczas pierwsze nabożeństwo. Jednocześnie działalność w budynku zborowym rozpoczął Dom Spokojnej Starości „Betania” oraz zainaugurowano prowadzenie obozów młodzieżowych. Pierwszym przełożonym zboru został Kazimierz Chojnacki, pełniąc równocześnie stanowisko kierownika domu starców. 
W 1971 w celu utworzenia ośrodka wczasów młodzieżowych zakupiona została działka ze stodołą oraz budynkami gospodarczymi. Stodoła została przekształcona w obiekt noclegowy, natomiast spotkania dla wczasowiczów odbywały się w namiocie. W późniejszym czasie zakupione zostały namioty wojskowe, wybudowane zostało boisko oraz domki letniskowe. Ośrodek Katechetyczno-Misyjny został w późniejszym okresie rozbudowany oraz przekształcony w Chrześcijański Ośrodek Konferencyjno-Wypoczynkowy „Ostróda Camp”.
W 1972 dotychczasowy pastor złożył rezygnację z pełnionej funkcji, a opiekę nad zborem przejął tymczasowo pastor Piotr Bronowicki z Olsztyna. W 1974 pastorem ostródzkiego zboru został Paweł Wróbel, oficjalnie wprowadzony w urząd 10 sierpnia 1975. Kiedy nowy pastor rozpoczynał pracę w Ostródzie, tutejszy zbór był w czasie kryzysu, licząc jedynie 28 członków, z czego 24 osoby stanowili mieszkańcy domu starców. Nastąpił wówczas jednak przyrost liczby wiernych. 
W 1985 budynek zborowy został częściowo zniszczony w wyniku pożaru, wobec czego działalność domu spokojnej starości została zawieszona. Poświęcenie wyremontowanego obiektu miało miejsce 18 czerwca 1989, a instytucja została ponownie uruchomiona w 1990, działając do końca 2009.
Po rozpadzie Zjednoczonego Kościoła Ewangelicznego, w 1988 zbór wszedł w skład Kościoła Zborów Chrystusowych.
W 1997 zbór liczył 60 wiernych, z czego 45 pełnoprawnych członków. Poza nabożeństwami miały miejsce również spotkania modlitewne oraz studium biblijne. Wspólnota angażowała się w akcje ewangelizacyjne, charytatywne oraz wydarzenia kulturalne. Prowadzone były również spotkania dla kobiet, młodzieży, dzieci oraz pensjonariuszy Domu Spokojnej Starości. Współpracowano z innymi ostródzkimi kościołami protestanckimi.
27 marca 2011 nowym pastorem przełożonym został Zbigniew Chojnacki, syn Kazimierza Chojnackiego. Wcześniej pełnił on stanowisko dyrektora Ośrodka Katechetyczno-Misyjnego „Ostróda Camp”, a przed tym pracował jako pastor w Kościele Ewangelicko-Metodystycznym.